# Le Pays roannais
Pour les articles homonymes, voir Le Pays.
Le Pays roannais est un journal hebdomadaire régional français diffusé dans la Loire, le Rhône et la Saône-et-Loire, dont le siège se situe au 12 place de Verdun à Roanne.
Il est tiré à 14 304 exemplaires en 2020, dont 13 835 en diffusion payée.
Il appartient à 100 % au groupe Centre France.

## Histoire
Le journal est créé en octobre 1945 par Georges Bidault et Pierre Bouligaud (1919-2016). Le journal fut d'abord l'organe de presse du MRP dans le nord du département de la Loire,. Claude Mont, député MRP était directeur politique du journal à cette époque.
Dans les années 1960, le journal cesse d'être un bulletin politique et devient un hebdomadaire d'informations généralistes.
Dans les années 1980, la fille de Pierre Bouligaud, Marie-Pierre Bouligaud succède à son père à la direction du journal,.
En janvier 2011, Le Pays Roannais est racheté par le groupe de presse Centre France.
Le 2 juin 2022, Le Pays Roannais a publié son 4000e numéro.

## Diffusion

### Éditions locales
Le journal paraît le jeudi et compte trois titres pour quatre éditions : 
- Le Pays Roannais
  - édition de Roanne
  - édition de Charlieu
- Le Pays d’entre Loire et Rhône, qui couvre Tarare, le Beaujolais vert, L'Arbresle, la vallée d'Azergues et les monts du Lyonnais.
- Le Pays Forez Cœur de Loire, issu de la fusion, en septembre 2014, des journaux La Gazette de la Loire, La Liberté de Montbrison et la partie ligérienne de l'édition Pays d’Entre Loire et Rhône. Il couvre toute l'actualité de la plaine du Forez et de Saint-Étienne.

## Locaux
Le siège du journal se situe au 12 place de Verdun à Roanne. L'agence du Pays d'entre Loire et Rhône est située à Tarare et celle du Pays Forez Cœur de Loire se situe à Montbrison.